# 太平洋麵包樹
太平洋麵包樹，舊稱麵包樹，又稱麵包果、羅蜜樹、馬檳榔、麵磅樹，夏威夷當地人稱為 Ulu，属桑科桂木属。桂木屬又名「波羅蜜屬」，太平洋麵包樹的果實很像「菠蘿蜜」水果，但是體積較「菠蘿蜜」小，大約是一個手掌大小。
太平洋麵包樹原產於新幾內亞以及馬來群島，如今因人类传播而分布波利尼西亚，印度南部，加勒比地区等热带地区。成熟的果实呈現黃色，外型类似麵包且可食用，因此而得名breadfruit tree（麵包樹），樹木高可達10公尺以上。
桂木屬(又稱波羅蜜屬)在過去有多種植物俗名皆被稱麵包樹，以下僅介紹兩種：
一種為實際意義上之麵包樹：太平洋麵包樹 breadfruit （Artocarpus altilis），舊稱麵包樹，原產馬來群島至西密克羅尼西亞群島，不結種子或僅有少量種子，以根莖扦插繁殖，果實堅硬，富含澱粉，可直接烘烤食用，口感優異，據稱如加奶油的優質麵包，並具有馬鈴薯般的風味，東南亞地區稱該種為「富人的麵包樹」；該品種分布及廣泛引進於南亞和東南亞，太平洋，加勒比海，中美洲，非洲等熱帶地區。歷史典籍、小說作品記載的麵包樹皆為此種麵包樹，惟因樹性怕冷，台灣難以越冬，故台灣並無分布或引進。
一種為台灣常見之麵包樹：麵包樹 Breadnut（Artocarpus treculianus），種源來自菲律賓，由達悟族與阿美族分別傳入蘭嶼及花蓮、台東種植，另有一說蘭嶼亦為產地，目前台灣皆為此種品種，果實有大量種子，果外皮有富含黏性的乳汁，無法直接烘烤食用，須以烹煮方式料理，口感差，東南亞地區稱該種為「窮人的麵包樹」。該品種較耐寒，但實際分布範圍並不大，僅於台灣、越南、印尼、馬來西亞、新加坡等少數國家有引進種植。

## 形態
太平洋麵包樹是常綠大型喬木，如果生長環境良好，它可以長到30公尺高。一般說起來，太平洋麵包樹的主幹往往是筆直向上，基部還有「板根」的生長，再加上植株呈傘狀，所以非常容易識別。
葉: 葉大小20～60公分長、14～45公分寬，葉形有許多變化。葉緣一般呈菱形、卵形或是寬卵形，但有的則是呈現羽狀裂（全緣或是羽狀淺裂至羽狀中裂），所以又常常會被誤認為是不同種的植物。葉是屬於厚紙質，上表面呈暗綠色且近光滑，下表面則為淺綠色且被毛茸；葉柄黃綠色，肉質，約有7～12公分長；托葉一對，呈苞片狀，卵形，初時為淺黃綠色，隨著葉片的成長轉為暗褐色，最後即脫落。
花: 種植後2–6年開始開花結果，花為單性花，雌雄同株。雄花為葇荑花序，棍棒狀向下垂生，初為乳黃色，後轉橘黃色。雌花為不整齊球狀或橢圓狀，初為淡黃色，後轉為黃褐色，同株的雄花常先開放，雌花常生於雄花上方，又開花較遲，可以避開自花授粉的機會，
果: 果實是雌花序多花共同發育而成的集生果，為球形或略近橢圓形，直徑約有10～20公分長，每個果實包含30–68朵雌花。果皮具有黏稠汁液，果皮剛開始是綠色，後轉黃色果實才可食用，可食部分為假種皮，但生長時溫度若低於攝氏12度則會凍傷。果實常在果皮轉為褐色時採收，兩三天後果實就會變軟、通常採收後五天到一週內食用是最好的，可以冷藏保存二到三週。
種子: 種子包藏在假種皮中，假種皮原先是白綠色，成熟時轉為橘紅色，可以食用。種子有硬殼，大小如花生，味道也像花生，可以煮過或烤過後剝去硬殼後食用。

## 用途
太平洋麵包樹（無籽麵包樹breadfruit品種）是许多热带地区的主食，玻里尼西亚人在航海探险时通常携带此树的根插，以便在其他海岛种植。
一棵大的太平洋麵包樹一年甚至可结200颗果，是食用植物中产量最高的其中一种。麵包果的產季在夏季 6～9月間，果實成熟時外表像烤熟的麵包一樣的金黃色，掉落下來，果实中淀粉含量非常丰富，食用前通常以烘烤或蒸，炸等方法料理，烹煮后味道与面包和马铃薯相似。太平洋麵包樹雖然也可以在溫帶地區生長並結果，但是果實容易在未成熟時即掉落，不可食用。
太平洋麵包樹生長快速，木材材質輕軟而粗，亦可供建築，海島居民以此為獨木舟。
太平洋麵包樹的適應性極強，各種土質都可生長，在高溫多濕及陽光充足的地方，生長更為健壯旺盛，葉大可遮蔭，為廣場、大庭園的優良遮蔭樹種，也有防塵、隔音效果。